# Frontera entre Finlàndia i Estònia
La frontera entre Finlàndia i Estònia és totalment marítima, situada completament en el Mar Bàltic. Va formar part de la frontera externa de la Unió Europea a partir de l'1 de gener de 1995, data d'adhesió de Finlàndia, abans de convertir-se en una frontera interna. després de l'adhesió d'Estònia l'u de maig de 2004.
La frontera entre la plataforma continental i la zona pesquera de la República de Finlàndia i la zona econòmica de la República d'Estònia es compon de línies rectes (línies geodèsiques) que connecten els següents punts especificats:
- Punt 1 : 59°59.678' 26°20.147' : Vers el trifini amb Rússia
- Punt 2 : 59°59.095' 26°12.666'
- Punt 3 : 59°58.095' 26°07.966'
- Punt 4 : 59°51.694' 25°58.067'
- Punt 5 : 59°52.594' 25°27.566'
- Punt 6 : 59°53.294' 25°10.166'
- Punt 7 : 59°52.093' 24°57.166'
- Punt 8 : 59°50.493' 24°49.266'
- Punt 9 : 59°44.193' 24°24.367'
- Punt 10: 59°37.092' 23°54.367'
- Punt 11: 59°31.591' 23°29.667'
- Punt 12: 59°31.691' 23°09.567'
- Punt 13: 59°24.891' 22°45.068'
- Punt 14: 59°22.790' 22°09.868'
- Punt 15: 59°18.689' 21°46.568'
- Punt 16: 59°11.489' 21°11.168'
- Punt 17: 58°50.677' 20°28.902’ : Vers el trifini a amb Suècia

El trifini Finlàndia-Estònia-Suècia ha estat definida per un acord trilateral signat el 16 de gener de 2001: aquest punt se situa exactament a les coordenades 58°01,440' de latitud N i 20°23,755' de longitud E.